# 王云鹏 (1961年)
王云鹏（1961年11月—），男，汉族，籍贯山东巨野，生于山东金乡，中华人民共和国政治人物。中共山东省委党校在职干部研究生班经济管理专业毕业。

## 生平
1981年1月参加工作，1982年8月加入中国共产党，曾任山东汶上县县长、县委书记，中共济宁市委常委、秘书长，中共泰安市委常委、副市长、市国资委党委书记等职务。2009年2月，任中共泰安市委副书记。
2011年12月，任泰安市人民政府代市长。2012年2月，当选泰安市人民政府市长。2016年7月，任中共泰安市委书记。2018年1月，当选山东省人大常委会副主任。直到2023年卸任。